# Tadeusz Pietras
Tadeusz Bogdan Pietras – polski lekarz, profesor doktor habilitowany nauk medycznych, doktor nauk humanistycznych w dziedzinie psychologii, profesor Instytutu Psychiatrii i Neurologii w Warszawie, profesor Uniwersytetu Medycznego w Łodzi. Kierownik II Kliniki Psychiatrycznej Instytutu Psychiatrii i Neurologii w Warszawie oraz kierownik Zakładu Farmakologii Klinicznej Uniwersytetu Medycznego w Łodzi.
W 1990 ukończył studia na Wydziale Lekarskim Akademii Medycznej w Łodzi, a w 1993 roku biologię molekularną na Uniwersytecie Łódzkim. W 2009 roku absolwent jednolitych studiów magisterskich w zakresie psychologii na Uniwersytecie Kardynała Stefana Wyszyńskiego w Warszawie. Uzyskał specjalizację II stopnia z zakresu chorób wewnętrznych, chorób płuc i psychiatrii.
Przez wiele lat zawodowo związany z Katedrą Pulmonologii i Alergologii Uniwersytetu Medycznego w Łodzi. Od 2016 roku kierownik Zakładu Farmakologii Klinicznej Uniwersytetu Medycznego w Łodzi. Przez dwa lata od 2019 roku do 2020 pełnił obowiązki kierownika Kliniki Nerwic, Zaburzeń Osobowości i Odżywiania w Instytucie Psychiatrii i Neurologii w Warszawie. Od roku 2020 kierownik II Kliniki Psychiatrycznej IPiN. Autor i współautor kilkuset publikacji naukowych publikowanych na przestrzeni lat w prestiżowych czasopismach naukowych krajowych i międzynarodowych.